# 松本村 (岐阜県)
松本村（まつもとむら）はかつて岐阜県羽島郡に存在した村である。
現在の各務原市稲羽地区松本町に該当する。
村名は隣接する山脇村の寺院の「松本寺」によるという。
発足時は羽栗郡の村であったが、郡の合併で羽島郡の村となった。

## 歴史
- かつてこの地域は尾張国葉栗郡であったが、1586年（天正14年）の大洪水により木曽川の流れが大きく変わり、新たな木曽川の北岸の地域は羽栗郡に改称され、美濃国に編入された。
- 江戸時代、この地域は旗本坪内氏領であった。
- 1872年（明治5年） - 大区小区制により、旧来の大佐野村、上中屋村、下中屋村、成清村、間嶋村[3]とで、岐阜県第2大区1小区を形成する。
- 1878年（明治11年） - 郡区町村編制法の制定により大区小区制は廃止。
- 1889年（明治22年）7月1日 - 町村制により、松本村発足。
- 1897年（明治30年）4月1日[4] - 羽栗郡と中島郡が合併して羽島郡となる。当村は羽島郡の村となる。
- 1897年（明治30年）4月1日 - 上中屋村、下中屋村、大佐野村、成清村、神置村と合併し中屋村発足。同日松本村は廃止。